# باشگاه فوتبال وفاق سطیف
باشگاه فوتبال وفاق سطیف (عربی: الوفاق الریاضی السطایفی) یک باشگاه فوتبال در شهر سطیف، الجزایر است.
این باشگاه که در سال ۱۹۵۸ تأسیس شده است، سابقه ۸ قهرمانی در لیگ حرفه‌ای فوتبال الجزایر، ۸ قهرمانی در جام حذفی فوتبال الجزایر، ۲ قهرمانی در سوپر جام فوتبال الجزایر، ۲ قهرمانی در لیگ قهرمانان آفریقا، ۱ قهرمانی در سوپر جام آفریقا و ۲ قهرمانی در جام قهرمانان باشگاه‌های عربی را در کارنامه دارد.